# 清江镇 (巴中市)
清江镇，是中华人民共和国四川省巴中市巴州区下辖的一个乡镇级行政单位。2019年12月，撤销关渡乡，将其所属行政区域划归清江镇管辖。

## 行政区划
清江镇下辖以下地区：
海生社区、中岭坪社区、柏林村、塘坝村、佑垭村、杏垭村、峰垭村、铁炉村、观山村、文昌村、台山村、昆山村、巾字村、环岭村、黑林村、黄包村、石柱村、武学堂村、大排村、龙潭村、蔡家湾村、九湾村、亮垭村和青云村。